# ناحیه ساحلی اسلوونی
ناحیه ساحلی اسلوونی, یا به سادگی ساحلی اسلوونی (اسلوونیایی: Primorska, ایتالیایی: Litorale; آلمانی: Küstenland)، یکی از ناحیه‌های سنتی اسلوونی است. کلمه «ساحلی» در نام آن به منطقه‌ای در مجاورت ساحل اشاره دارد و به ساحلی اتریش سابق اشاره می‌کند که دارایی‌های هابسبورگ در سواحل شمالی دریای آدریاتیک بود که شامل ساحلی اسلوونی نیز می‌شد. امروزه، این ناحیه اغلب با قلمروی قومی اسلوونیایی شناخته می‌شود که در نیمه اول قرن بیستم پس از پیمان مرز راپالو، به ایتالیا واگذار شد و تحت تأثیر شدید فاشیسم ایتالیایی قرار گرفت.